# Course en ligne masculine de cyclisme sur route aux Jeux olympiques d'été de 1988
Navigation
Los Angeles 1984 Barcelone 1992
La course en ligne masculine de cyclisme sur route, épreuve de cyclisme des Jeux olympiques d'été de 1988, a lieu le 27 septembre 1988 à Séoul en Corée du Sud. La course s'est déroulée sur 196,8 km.
L'Allemand de l'Est Olaf Ludwig s'est imposé, après 4 h 32 min 22 s de course, à une vitesse moyenne de 43,353 km/h. Deux Allemands de l'Ouest ont pris les médailles d'argent et de bronze : Bernd Gröne et Christian Henn. Sur 143 coureurs inscrits, 7 n'ont pas pris le départ de la course, 27 ont abandonné et 109 sont classés.

## Résultats
| Rang                                | Cycliste                 | Pays                 | Temps           |
| ----------------------------------- | ------------------------ | -------------------- | --------------- |
| Médaille d'or, Jeux olympiques      | Olaf Ludwig              | Allemagne de l'Est   | 4 h 32 min 22 s |
| Médaille d'argent, Jeux olympiques  | Bernd Gröne              | Allemagne de l'Ouest | 4 h 32 min 25 s |
| Médaille de bronze, Jeux olympiques | Christian Henn           | Allemagne de l'Ouest | 4 h 32 min 46 s |
| 4                                   | Bob Mionske              | États-Unis           | –               |
| 5                                   | Djamolidine Abdoujaparov | Union soviétique     | –               |
| 6                                   | Edward Salas             | Australie            | –               |
| 7                                   | Roberto Pelliconi        | Italie               | –               |
| 8                                   | Graeme Miller            | Nouvelle-Zélande     | –               |
| 9                                   | Emili Pérez              | Andorre              | –               |
| 10                                  | Jozef Regec              | Tchécoslovaquie      | –               |
| 11                                  | Jan Mattheus             | Belgique             | –               |
| 12                                  | Hung Chung Yam           | Hong Kong            | –               |
| 13                                  | Atle Pedersen            | Norvège              | –               |
| 14                                  | Remig Stumpf             | Allemagne de l'Ouest | 4 h 32 min 56 s |
| 15                                  | Michel Zanoli            | Pays-Bas             | –               |
| 16                                  | Fabrizio Bontempi        | Italie               | –               |
| 17                                  | Zdzislaw Wrona           | Pologne              | –               |
| 18                                  | Neil Hoban               | Grande-Bretagne      | –               |
| 19                                  | Johnny Dauwe             | Belgique             | –               |
| 20                                  | Cássio Freitas           | Brésil               | –               |
| 21                                  | Park Hyun-Kon            | Corée du Sud         | –               |
| 22                                  | Mario Traxl              | Autriche             | –               |
| 23                                  | Uwe Raab                 | Allemagne de l'Est   | –               |
| 24                                  | Jean-François Laffillé   | France               | –               |
| 25                                  | Mitsuhiro Suzuki         | Japon                | –               |
| 26                                  | Marcel Stäuble           | Suisse               | –               |
| 27                                  | Erik Johan Sæbø          | Norvège              | –               |
| 28                                  | Jacek Bodyk              | Pologne              | –               |
| 29                                  | Yvan Waddell             | Canada               | –               |
| 30                                  | Rajko Zubrić             | Yougoslavie          | –               |
| 31                                  | Juan Carlos Arias        | Colombie             | –               |
| 32                                  | Mico Brković             | Yougoslavie          | –               |
| 33                                  | Brian Walton             | Canada               | –               |
| 34                                  | Hans Lienhart            | Autriche             | –               |
| 35                                  | Daniel Steiger           | Suisse               | –               |
| 36                                  | Paul Curran              | Grande-Bretagne      | –               |
| 37                                  | Jari Lähde               | Finlande             | –               |
| 38                                  | Rob Harmeling            | Pays-Bas             | –               |
| 39                                  | Mohamed Mir              | Algérie              | –               |
| 40                                  | Gianluca Bortolami       | Italie               | –               |
| 41                                  | Dietmar Hauer            | Autriche             | –               |
| 42                                  | Tom Cordes               | Pays-Bas             | –               |
| 43                                  | Michel Lafis             | Suède                | –               |
| 44                                  | Tang Xuezhong            | Chine                | –               |
| 45                                  | Cormac McCann            | Irlande              | –               |
| 46                                  | José Asconegui           | Uruguay              | –               |
| 47                                  | Ludik Štyks              | Tchécoslovaquie      | –               |
| 48                                  | Nélson Rodríguez         | Colombie             | –               |
| 49                                  | John McQuaid             | Irlande              | –               |
| 50                                  | Leung Hung Tak           | Hong Kong            | –               |
| 51                                  | Assiat Saitov            | Union soviétique     | –               |
| 52                                  | Eduardo Manrique         | Espagne              | –               |
| 53                                  | Liu Hong                 | Chine                | –               |
| 54                                  | Peter Hermann            | Liechtenstein        | –               |
| 55                                  | Chow Tat Ming            | Hong Kong            | –               |
| 56                                  | Iraj Amir-Akhori         | Iran                 | –               |
| 57                                  | Anders Jarl              | Suède                | –               |
| 58                                  | Perry Merren             | Îles Caïmans         | –               |
| 59                                  | Xavier Pérez             | Andorre              | –               |
| 60                                  | Rikho Suun               | Union soviétique     | –               |
| 61                                  | Luboš Lom                | Tchécoslovaquie      | –               |
| 62                                  | Mark Gornall             | Grande-Bretagne      | –               |
| 63                                  | Wanderley Azevedo        | Brésil               | –               |
| 64                                  | Realdo Jessurun          | Suriname             | –               |
| 65                                  | Scott McKinley           | États-Unis           | –               |
| 66                                  | Marcos Mazzaron          | Brésil               | –               |
| 67                                  | Dubán Ramírez            | Colombie             | –               |
| 68                                  | Geir Dahlen              | Norvège              | –               |
| 69                                  | Craig Schommer           | États-Unis           | –               |
| 70                                  | Claude Carlin            | France               | –               |
| 71                                  | Tommy Nielsen            | Danemark             | –               |
| 72                                  | Kyoshi Miura             | Japon                | –               |
| 73                                  | Gervais Rioux            | Canada               | –               |
| 74                                  | Peter Meinert Nielsen    | Danemark             | –               |
| 75                                  | Brian Fowler             | Nouvelle-Zélande     | –               |
| 76                                  | Alcides Etcheverry       | Uruguay              | –               |
| 77                                  | Rosendo Ramos            | Mexique              | –               |
| 78                                  | Valter Bonča             | Yougoslavie          | –               |
| 79                                  | Felice Puttini           | Suisse               | –               |
| 80                                  | Gonzalo Aguíar           | Espagne              | –               |
| 81                                  | Paul McCormack           | Irlande              | –               |
| 82                                  | Uwe Ampler               | Allemagne de l'Est   | –               |
| 83                                  | Leonardo Sierra          | Venezuela            | –               |
| 84                                  | Andrés Torres            | Guatemala            | –               |
| 85                                  | Lee Jin-Ok               | Corée du Sud         | –               |
| 86                                  | Oscar Aquino             | Guatemala            | –               |
| 87                                  | Roul Fahlin              | Suède                | –               |
| 88                                  | Frank Francken           | Belgique             | –               |
| 89                                  | Iván Alemany             | Espagne              | –               |
| 90                                  | Shin Dae-Chul            | Corée du Sud         | 4 h 34 min 13 s |
| 91                                  | Laurent Bezault          | France               | 4 h 35 min 19 s |
| 91                                  | Murugayan Kumaresan      | Malaisie             | 4 h 35 min 45 s |
| 92                                  | Siamak Safarzadeh        | Iran                 | 4 h 42 min 47 s |
| 93                                  | Héctor Pérez             | Mexique              | –               |
| 94                                  | Yoshihiro Tsumuraya      | Japon                | –               |
| 95                                  | Sebti Benzine            | Algérie              | 4 h 43 min 15 s |
| 96                                  | Raymond Thomas           | Jamaïque             | –               |
| 97                                  | Mobange Amisi            | République du Congo  | –               |
| 98                                  | Pierre Gouws             | Zimbabwe             | 4 h 43 min 28 s |
| 100                                 | Víctor Lechuga           | Guatemala            | 4 h 44 min 37 s |
| 101                                 | Sultan Khalifa           | Émirats arabes unis  | –               |
| 102                                 | Richard Pascal           | Îles Caïmans         | 4 h 44 min 56 s |
| 103                                 | Domingo Villanueva       | Philippines          | 4 h 45 min 20 s |
| 104                                 | Kimpale Mosengo          | République du Congo  | –               |
| 105                                 | Gary Mandy               | Zimbabwe             | 4 h 45 min 50 s |
| 106                                 | Stéphane Operto          | Monaco               | 4 h 46 min 42 s |
| 107                                 | Arthur Tenn              | Jamaïque             | 4 h 48 min 6 s  |
| 108                                 | Andrzej Mierzejewski     | Pologne              | –               |
| 109                                 | Dyton Chimwaza           | Malawi               | 4 h 52 min 43 s |

## Abandons
| Australie - Scott Steward - Stephen Fairless Belize - Michael Lewis - Earl Theus - Fitzgerald Joseph Îles Caïmans - Michele Smith Chine - Cai Yingquan République du Congo - Ndjibu N'Golomingi Guyana - Byron James | Iran - Mohammad Reza Bajoul Liban - Hratch Zadourian Libye - Abdel Hamed El-Hadi - Abdullah Badri - Georges Honein Liechtenstein - Patrick Matt Malawi - Amadu Yusufu - George Nayeja Mexique - Gabriel Cano Nouvelle-Zélande - Wayne Morgan | Philippines - Norberto Oconer Sierra Leone - Frank Williams Taipei chinois - Jui Te Hsu Émirats arabes unis - Khalifa Bin Omair - Issa Mohamed Venezuela - Enrique Campos - Ali Parra Viêt Nam - Chau Hyunh |